# 本巣町
本巣町（もとすちょう）は、岐阜県本巣郡にあった町である。2004年（平成16年）2月1日に合併して本巣市となった。
源氏ほたるの生息地として知られた。

## 地理
岐阜県の本巣郡にあり、南北に細長い形をしていた。濃尾平野の北端にあたり、北部は標高700メートルほどの山地、南部は根尾川の扇状地であった。
根尾川は、町の西の境を北から南に流れていた。根尾川が平地に出る辺りから、糸貫川が東側に分流し、並行して南に流れた。分流点の少し南まで、糸貫町が根尾川との間にわりこむように細長く入り、本巣町の西の境は糸貫川となった。糸貫川は席田用水（むしろだようすい）ともいい、6月上旬ころゲンジボタルが飛んだ。
- 山：大平山、大茂山、釜ヶ谷山
- 河川: 根尾川、糸貫川

### 隣接していた自治体
- 岐阜市
- 本巣郡
  - 根尾村（2004年から本巣市）
  - 糸貫町（2004年から本巣市）
- 山県郡
  - 美山町（2003年から山県市）
  - 伊自良村（2003年から山県市）
- 揖斐郡
  - 大野町
  - 谷汲村（2005年から揖斐川町）

## 歴史
- 1950年（昭和25年）6月1日 山添村と文殊村が合併して本巣村が成立。
- 1956年（昭和31年）9月30日 外山村と合併。
- 1960年（昭和35年）4月1日 町制施行により本巣町となる。
- 1972年（昭和47年） ホタル保護条例を制定。
- 2004年（平成16年）2月1日 根尾村、糸貫町、真正町と合併し本巣市となる。

## 教育
- 本巣町立本巣中学校
- 本巣町立本巣小学校
- 本巣町立外山小学校

### 2004年以前に廃校となった小中学校
- 本巣町立外山中学校（1964年廃校）
- 本巣町立金原小学校（1967年廃校）
- 本巣町立神海小学校（1967年廃校）

## 交通

### 鉄道路線
- 樽見鉄道樽見線 本巣駅 - 織部駅 - 木知原駅、神海駅、鍋原駅 - 日当駅

### 道路
高速道路
- 町内に高速道路はなし。

一般国道
- 国道157号 - 南北に通り、北の根尾村、南の糸貫町に接続した。

主要地方道
- 岐阜県道40号山東本巣線
- 岐阜県道78号岐阜大野線
- 岐阜県道79号関本巣線

一般県道
- 岐阜県道156号曽井中島美江寺大垣線
- 岐阜県道167号金原上西郷線
- 岐阜県道173号文殊茶屋新田線
- 岐阜県道185号伊自良本巣線

長距離自然歩道
- 東海自然歩道

## 名所・旧跡・観光スポット・祭事・催事
- ホタル公園

## 出身有名人
- 古田織部（古田重然）